# TwoSet Violin
TwoSet Violin – duet komediowy, w skład którego wchodzą australijscy skrzypkowie Brett Yang (3 marca 1992) i Eddy Chen (23 marca 1993, Kaohsiung, Taiwan). Para jest najbardziej znana ze swojego muzycznego kanału rozrywkowego na YouTube, który osiągnął ponad 4,09 miliona subskrypcji oraz ponad 1 376 605 507 wyświetleń do 17 maja 2023.

## Historia
Brett Yang i Eddy Chen po raz pierwszy spotkali się na korepetycjach z matematyki, kiedy Yang miał 14, a Chen 13 lat. Kontynuowali znajomość jako najmłodsi członkowie orkiestry młodzieżowej, a później jako studenci Queensland Conservatorium Griffith University w Brisbane w Australii. W 2012 roku Yang zadebiutował w Queensland Conservatorium wykonując Koncert skrzypcowy Czajkowskiego. Współpracował z różnymi australijskimi orkiestrami, w tym występując na szczycie G20 w Brisbane w 2014 roku, gdzie spotkał się z kilkoma światowymi przywódcami, w tym z prezydentem Stanów Zjednoczonych Barackiem Obamą. Chen był finalistą National Young Virtuoso Award w Queensland w 2014 roku i grał z orkiestrami symfonicznymi z Queensland i Melbourne.
W 2013 roku duet zaczął publikować covery muzyki pop granej na skrzypcach na swoim kanale YouTube. W wywiadzie dla CutCommon, Yang powiedział, że widzieli wirtuozów skrzypiec, którzy mieli miliony wyświetleń na YouTube grając covery i próbowali zrobić to samo. Następnie odkryli, że skrzypek Ray Chen robił filmy komediowe i zaczęli nagrywać treści w podobnym stylu. Skupili się w swoich filmach na własnym życiu w konserwatorium, nagrywali z perspektywy muzyków klasycznych i studentów, co doprowadziło do dramatycznego wzrostu oglądalności. Pod koniec 2016 roku Yang i Chen zrezygnowali ze swoich miejsc w Sydney Symphony Orchestra i Queensland Symphony Orchestra, aby rozpocząć własne koncerty na żywo.
W 2018 roku ich kanał YouTube otrzymał Silver Play Button za przekroczenie liczby 100 000 subskrybentów; w 2019 roku otrzymali Gold Play Button za przekroczenie 1 miliona subskrybentów. Kyle Macdonald z Classic FM wymienił TwoSet Violin jako jeden z „10 sposobów, w jakie lata 2010 zmieniły na zawsze muzykę klasyczną”. 22 stycznia 2020 roku ogłoszono, że TwoSet Violin weźmie udział w Menuhin Competition, który odbędzie się w Richmond w Wirginii, jako reporterzy. Konkurs został jednak przesunięty na maj 2021 r. z powodu pandemii koronawirusa. W dniu 8 lutego 2020 r., TwoSet Violin transmitowali na żywo swoje wykonanie Koncertu skrzypcowego Czajkowskiego, aby uczcić zdobycie 2 milionów subskrybentów. Yang zagrał partię solową, a Chen wykonał oryginalną aranżację komponentu orkiestrowego na skrzypce solo.
11 grudnia 2020 roku ogłosili tymczasową przerwę w nagrywaniu na YouTube z powodu problemów zdrowotnych Yanga. 14 stycznia 2021 r. zapowiedzieli powolny powrót do tworzenia filmów.
30 stycznia 2021 roku TwoSet Violin transmitowali na żywo swoje wykonanie Koncertu skrzypcowego Sibeliusa, aby uczcić zdobycie 3 milionów subskrybentów. Chen zagrał solo, podczas gdy Yang wykonał solową aranżację komponentu orkiestrowego na skrzypce.
Ich organizacja „TwoSet Pte Ltd”,  w tym linia odzieży „TwoSet Apparel”,  jest zarejestrowana i ma siedzibę w Singapurze, gdzie obecnie mieszkają.

## Trasy koncertowe
TwoSet ogłosił swój pierwszy występ na żywo w Brisbane w Australii 8 września 2016 r. za pośrednictwem YouTube. Ich występ na skrzypcach miał raczej formę aktu komediowego niż tradycyjnego koncertu.
Fundusze, które zebrali na platformie KickStarter oraz występy uliczne w Sydney, pozwoliły zgromadzić duetowi wystarczająco dużo pieniędzy, aby wyruszyć w światową trasę koncertową w 2017 roku do 11 miast w 10 krajach, w Azji i Europie w tym w Tajpej, Helsinkach i Frankfurcie. W 2018 roku występowali w kilku miejscach w Stanach Zjednoczonych, w tym w Nowym Jorku, San Francisco i Los Angeles.
W październiku 2019 TwoSet ogłosili kolejną światową trasę koncertową, podczas której planowali odwiedzić wiele lokalizacji w Oceanii, Europie, Azji i Ameryce Północnej. Jednak trasa została przełożona w wyniku pandemii COVID-19, a nowe daty koncertów nie zostały jeszcze ogłoszone (dane z maja 2021 r.).

## Publikowane treści
W 2017 roku TwoSet Violin nawiązał do komediowej Ling Ling, fikcyjnej skrzypaczki, która „ćwiczy 40 godzin dziennie”. W wywiadzie dla Yle Uutiset opisali Ling Ling jako final boss z gry wideo: Chucka Norrisa skrzypków. Chen powiedział, że zaimprowizowali tę postać w ich komediowym skeczu o surowej i wymagającej matce nastoletniej uczennicy ćwiczącej grę na skrzypcach, która porównuje swoją córkę do jej koleżanki.
W 2018 rozpoczęli serię filmów o nazwie Ling Ling Workout. W tych wyzwaniach uczestnicy grają klasyczne utwory na skrzypcach (lub muzykę współczesną) dodając do gry dodatkowe utrudnienia takie jak podwójna prędkość, skordatura, gra z jednoczesnym kręceniem hula-hoop, odwrócona pozycja rąk lub gra na instrumencie do góry nogami. Wybitni skrzypkowie, tacy jak Ray Chen, Ziyu He i Hilary Hahn, również podjęli wyzwanie na ich kanale.
W lipcu 2018 roku zaczęli nagrywać filmy, w których wykonują muzykę klasyczną przy użyciu gumowych kurczaków. W sierpniu 2018 wydali serię wideo zatytułowaną 1% Violin Skills, 99% Editing Skills, w której Yang próbuje zagrać trudny utwór, a Chen prosi go o zagranie skali chromatycznej. Następnie Chen używa edycji wideo, aby poskładać nuty tak, jak zostały pierwotnie skomponowane. Popularna jest również seria wideo zawierająca recenzje scen filmowych i telewizyjnych, w których Yang i Chen krytykują fatalną grę na skrzypcach aktorów i uczestników show.
Inne pomysły obejmują szarady na skrzypcach, granie na innych instrumentach i często pojawiające się żarty z altówki. W prima aprilis 2019 twierdzili, że odkryli nowy Koncert na dwoje skrzypiec J.S. Bacha.
W dniu 14 września 2018 r. TwoSet Violin opublikowali film ze swoją reakcją na wydarzenie BBC News zatytułowane Najszybszy skrzypek na świecie, w którym zakwestionowali pobicie, przez skrzypka Bena Lee, rekordu Guinnessa. Grany przez niego utwór Lot trzmiela został wykonany niezwykle niedokładnie, co skłoniło duet do wykonania własnej wersji, w której zagrali jeszcze szybciej specjalnie grając złe nuty a niektóre z nich pomijając. Na koniec ogłosili się nowymi rekordzistami. W kwietniu 2019 r. duet w podobny sposób potraktował Vov Dylana, któremu australijska Księga Rekordów przyznała tytuł Najszybszego Skrzypka Świata. TwoSet ocenili, że wykonanie Lotu trzmiela przez Dylana było jeszcze gorsze niż wersja Lee.